# Departementsråd
Departementsråd (Fransk: conseil départemental) i Frankrig er samlingerne af departementer, valgt ved almindelig valgret. Før Frankrigs departementsvalg 2015 blev de kaldt generalkonciler (conseil général).